# Tizenkét apostol (Ausztrália)
A Tizenkét apostol (angolul: The Twelve Apostles) mészkősziklák csoportja Ausztrália déli partjainál, Victoria államban. A helyszín népszerű turistalátványosság, a Port Campbell Nemzeti Park részét képezi és a közelben halad a Great Ocean Road útvonala is. A nevével ellentétben hét sziklából álló formáció a pusztuló, vagyis abráziós tengerpart jellegzetes példája. A tizenkét apostol 275 km-re nyugatra fekszik Melbourne-től.

## Kialakulásuk és történetük
A sziklák anyaga port campbelli mészkő, amely tengeri állatok mészvázából képződött a késő miocénben, mintegy 15-5 millió éve. A sziklák mai formájukat az abráziós folyamatok hatására nyerték el. A csapadék és és a hullámzás fokozatosan szirtfokokat és barlangokat alakít ki a sziklafalból, amelyek később boltívekké, majd egyedülálló, de továbbra is mintegy 50 méter magas abráziós tornyokká válnak. A hullámok pusztító hatását elsősorban a víz által a partfalnak csapott törmelék okozza. Mivel a part kőzete mészkő, a  tengervíz oldó szerepe is jelentős. A tornyok idővel tovább pusztulnak, majd összeomlanak. Az eredetileg nyolc torony közül az egyik összedőlt 2005-ben, így jelenleg már csak hét áll. A part erodálódása ugyanakkor folyamatosan zajlik, így várhatóan idővel újabb tornyok keletkeznek.
A sziklákat eredetileg Pinacles (Csúcsok) néven ismerték a helyiek, a formáció másik megnevezése Sow and Pigs (Koca és malacai) volt, a Koca név a közeli Muttonbird-szigetre utalt. Jelenlegi nevüket az 1960-as években kapták a sziklák, a bibliai tizenkét apostol után nevezték el őket. 2002-ben létrejött a Tizenkét Apostol Tengeri Nemzeti park, amely a környező vizek élővilágának nyújt védelmet, a 75 km2-es védett terület megalakulását a helyi halászok tiltakozása kísérte.
Mivel a Tizenkét apostol Ausztrália egyik legfontosabb jelképe, évente több mint 2 millió turista keresi fel. A legtöbb látogató decemberben, a kínai újév időszakában érkezik.

A 2005-ben leomlott szikla az összeomlás előtt és után
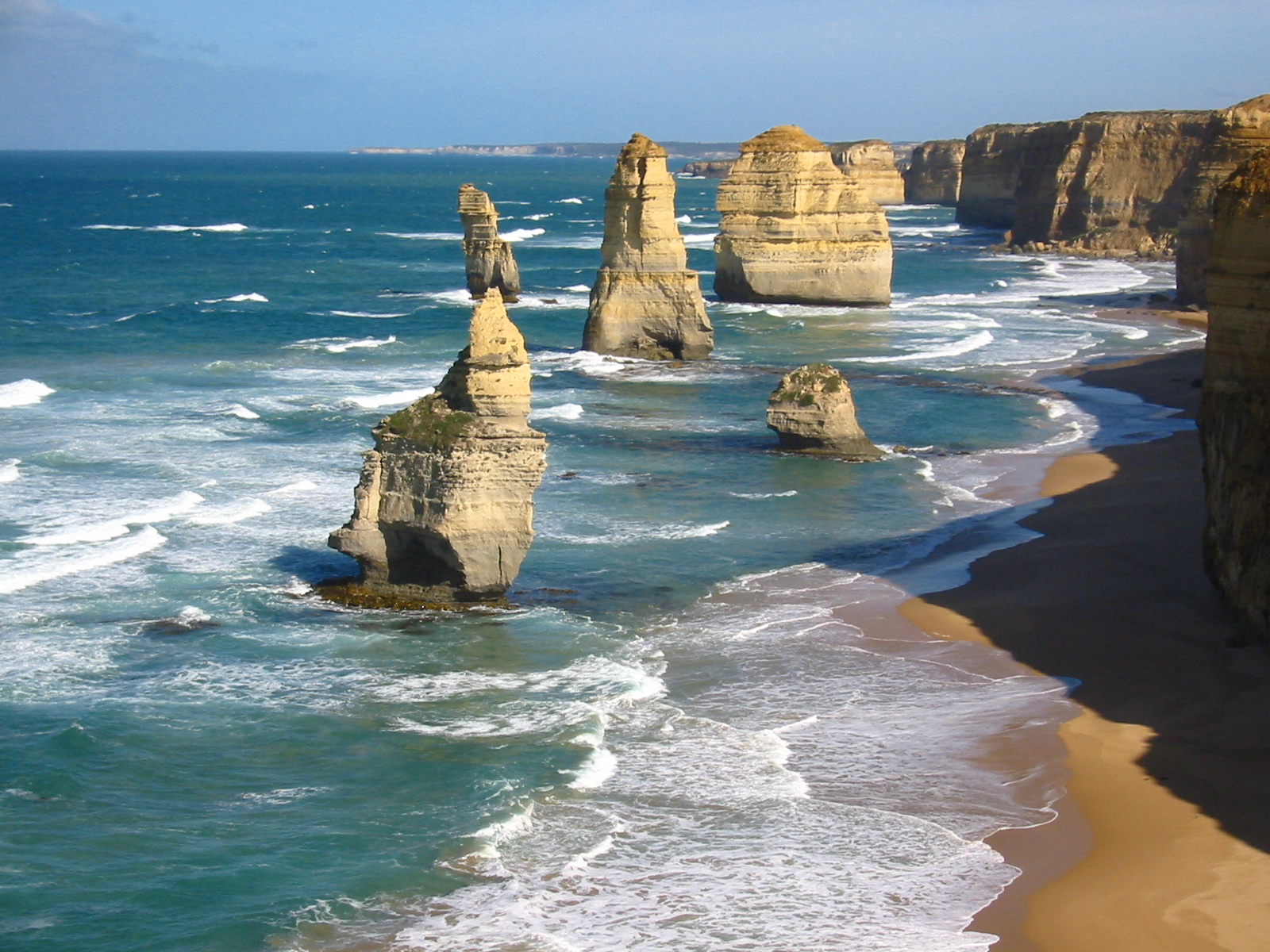
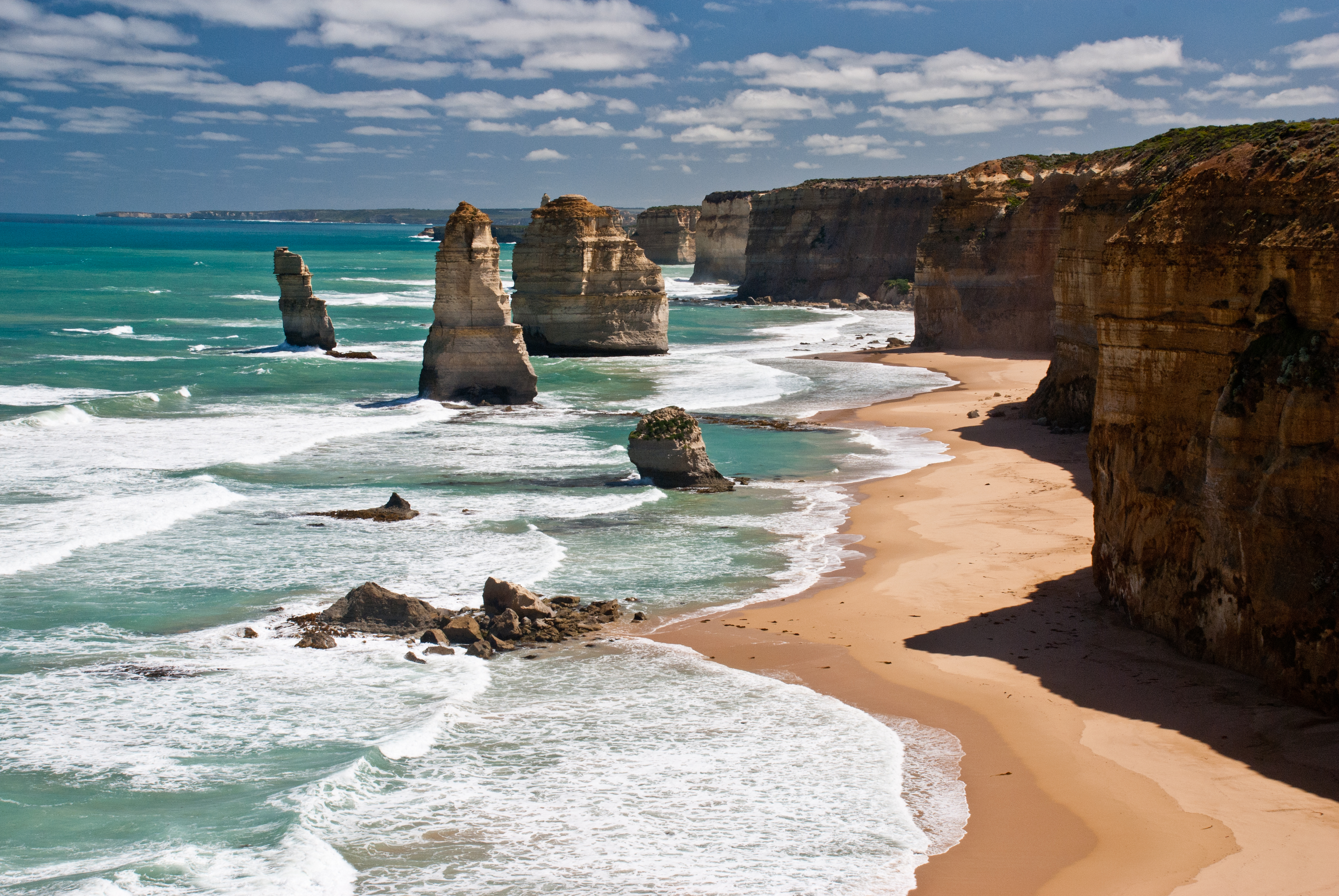